# Parijse metrolijn 4
Metrolijn 4 van de metro van Parijs verbindt station Porte de Clignancourt in het noorden van de stad met station Bagneux - Lucie Aubrac in de zuidelijke voorstad Bagneux. De lijn, die 13,9 km lang is, eindigde tot maart 2013 bij Porte d'Orléans en wordt hierom ook wel de "Orléans-Clignancourt" genoemd. Nadien volgden verlengingen aan het zuidelijk traject tot de huidige terminus. Sinds december 2023 is de lijn volautomatisch.

## Geschiedenis
Lijn 4 van de Parijse metro was de eerste lijn van noord naar zuid, en ook de eerste waarvan het tracé de Seine kruiste.
Het noordelijke tracé (Porte de Clignancourt – Châtelet) werd geopend op 21 april 1908.
Het zuidelijke tracé (Porte d'Orleans – Raspail) werd geopend in oktober 1909. De aansluiting tussen beide tracés werd gemaakt op 9 januari 1910. In de jaren zestig werd metrolijn 4 omgebouwd tot bandenmetro. Vanaf 1967 wordt de lijn volledig als bandenmetrolijn geëxploiteerd. In de jaren zeventig werd een kleine wijziging in het tracé aangebracht om het RER-station Châtelet-Les Halles te kunnen bouwen. 
In maart 2013 werd station Mairie de Montrouge het zuidelijk eindpunt. Vervolgens werkte de RATP aan een verdere verlenging van het traject naar Bagneux.  De zuidelijke tak van deze lijn werd via het station Barbara verlengd naar de huidige terminus Bagneux - Lucie Aubrac in de gemeente Bagneux. Deze verlenging werd op 13 januari 2022 in gebruik genomen.

In het noorden is een verlenging naar de voorsteden La Plaine Saint-Denis en Saint-Denis nog hypothetisch.

## Materieel
Sinds april 2013 werd op de lijn uitsluitend met MP 89 CC-materieel gereden. In 2016 begon de ombouw tot volautomatische lijn. Vanaf de zomer van 2022 moest metrolijn 4 zonder bestuurders kunnen rijden. Dit is uitgesteld tot december 2023. Op de lijn wordt sinds 2023 geen MP 89 CC materieel ingezet, maar materieel dat aanvankelijk dienst deed op metrolijn 14.

## Toerisme

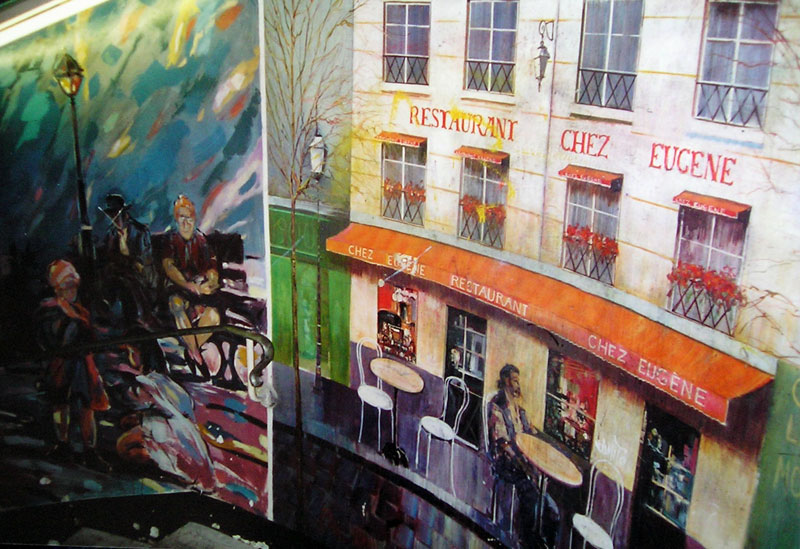
Muurschildering metrostation Denfert-Rochereau

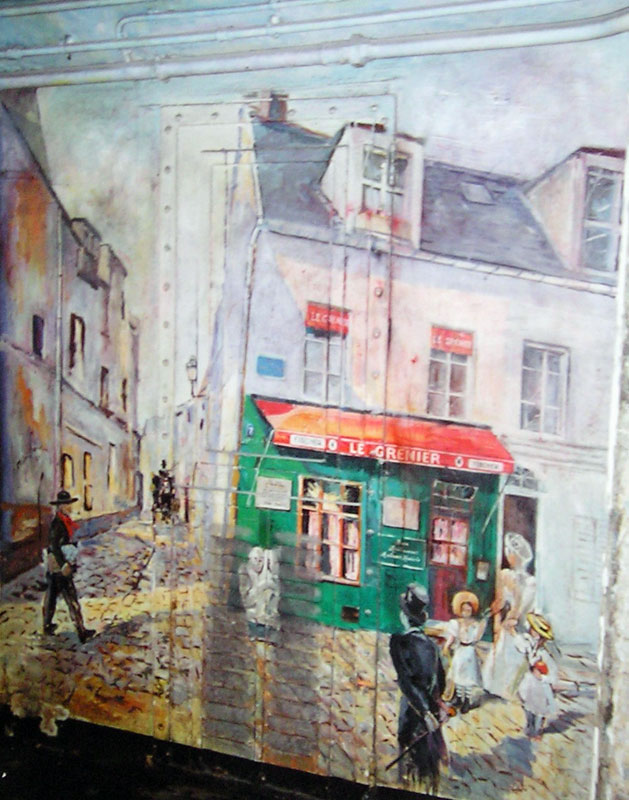
Muurschildering metrostation Denfert-Rochereau

Lijn 4 is een belangrijke metrolijn voor het toerisme in Parijs. De lijn is verbonden met alle RER-lijnen en doet de grote treinstations Gare du Nord, Gare de l'Est en Gare Montparnasse aan. Daarnaast doorsnijdt de lijn de volgende toeristische gebieden: Île de la Cité, gelegen in de Seine met het Paleis van Justitie en de Notre-Dame, de wijk Saint-Germaine en de wijk Saint-Michel met een deel van het Quartier Latin. Ook wordt Châtelet aangedaan dicht bij het Centre Pompidou.
Omdat Parijs geen directe treinverbinding kent tussen de stations Gare du Nord (Eurostar Red (voorheen Thalys)) en Gare Montparnasse (TGV), wordt metrolijn 4 ook veel gebruikt door reizigers die vanuit Noord-Frankrijk onderweg zijn naar Zuidwest-Frankrijk of Spanje, of omgekeerd.

## Weetje
- Op deze lijn zou het in de rijtuigen het warmst zijn[4] omdat ze geheel onder de grond loopt.

Porte de Clignancourt · 
Simplon · 
Marcadet - Poissonniers · 
Château Rouge · 
Barbès - Rochechouart · 
Gare du Nord · 
Gare de l'Est · 
Château d'Eau · 
Strasbourg - Saint-Denis · 
Réaumur - Sébastopol · 
Étienne Marcel · 
Les Halles · 
Châtelet · 
Cité · 
Saint-Michel · 
Odéon · 
Saint-Germain-des-Prés · 
Saint-Sulpice · 
Saint-Placide · 
Montparnasse - Bienvenüe · 
Vavin · 
Raspail · 
Denfert-Rochereau · 
Mouton-Duvernet · 
Alésia · 
Porte d'Orléans ·
Mairie de Montrouge ·
Barbara ·
Bagneux - Lucie Aubrac